# Казиев, Заур Мауладинович
Заур Мауладинович Казиев (30 августа 1983, Кизляр, Моздокский район, Северо-Осетинская АССР, СССР — декабрь 2024) — российский футболист, выступавший на позиции полузащитника и нападающего. 

## Карьера
Начинал свою карьеру в «Моздоке». В 2006 году в составе владикавказского «Спартака» одержал победу во Втором дивизионе в зоне «Юг». С 2007 по 2008 год Казиев провёл в Высшей лиге Латвии за «Динабург». После возвращения в Россию играл за несколько клубов Второго дивизиона. С 2015 по 2016 годов форвард выступал в составе «ТСК-Таврии» выступал в крымской Премьер-Лиге. В последнее время представлял цвета ряда любительских коллективов.
Участник российского вторжения на Украину. В декабре 2024 года стало известно о гибели Заура Казиева на фронте. 20 декабря 2024 года эту информацию подтвердили в футбольном клубе «Череповец».

## Достижения
- Победитель зоны «Юг» Второго дивизиона: 2006.
- Серебряный призёр Кубка ПФЛ: 2006.